# Le Gladiateur-mystère
Le Gladiateur-mystère ou Het geheim van de gladiatoren en Néerlandais est le vingt-huitième album de bande dessinée de la série Bob et Bobette. Il porte le numéro 113 de la série actuelle. Les planches sont parues initialement dans la revue Tintin (édition belge) du n° 41 du 14 octobre 1953 (début) au n° 50 du 15 décembre 1954 (fin).
C'est la cinquième histoire de la série bleue , une série distincte d'histoires de Bob et Bobette qui a été pré-publiée dans le magazine de bande dessinée Tintin . Vandersteen a dû adapter ses histoires et son style de dessin aux conventions de ce magazine. Parmi les personnages principaux, seuls Bob, Bobette et Lambique participent à la série bleue. De plus, ils ont une apparence différente et surtout Lambique est plus courageux et plus intelligent que dans les histoires de la série rouge .
L'histoire se déroule à l'époque où les Romains contrôlaient toute la Gaule , et seules quelques tribus gauloises se sont rebellées contre l'autorité de Rome.

## Synopsis
Rome Antique, le trio Bob, Bobette et Lambique vont vivre une aventure rocambolesque au sein des romains où ils rencontreront l'empereur Néron. Mais un gladiateur mystère semble vouloir impliquer Lambique dans un complot où la garde prétorienne jouera un rôle important. 

## Personnages
- Bobette
- Bob
- Lambique
- Néron
- Garde prétorienne

## Lieux
- Rome Antique
- Gaule
- Port d'Ostie

## Autour de l'album
- Le gladiateur mystère diffère des autres histoires de Bob et Bobette qui se déroulent dans le passé, car nulle part dans l'histoire il n'est clairement dit comment Bob, Bobette et Lambique ont fini à l'époque romaine . Normalement, les personnages principaux voyagent vers une autre époque à travers la télétemps ou grâce à Mr Prim et son pouvoir hypnotique, vu dans Le casque Tartare ou  Le trésor de Beersel.
- Dans cette histoire, Archimède appartient à la famille impériale. Il est capturé, mais Archimède vainc l' empereur Néron puis est nommé empereur. En réalité, Archimède n'a pas survécu à la bataille avec les Romains (voir par exemple Hiéron II de Syracuse et Syracuse (Italie) ).
- Bien que l'histoire se soit déroulée différemment de ce qui est décrit dans cette histoire, une rébellion gauloise (Bob, Bobette et Lambique sont des Gaulois) a eu lieu après la chute de l'empereur Néron
- L'histoire avec Lambique et le lion Titus utilise l'histoire d'Androclès et le lion[2] .
- Lambique semble ici avoir plus de force que dans les futures aventures, compensé par l'arrivée de Jérôme.

## Éditions
- Het geheim van de gladiatoren, Standaart, 1954 : Édition originale en néerlandais.
- Le Gladiateur mystère, Lombard, 1955 : Première édition comme numéro 4 de la série bleue Lombard titrée Mr Lambique, Bob et Bobette en bichromie.
- Le Gladiateur mystère, Erasme, 1972 : Réédition comme numéro 113 de la série actuelle en quadrichromie.
- Le Gladiateur mystère, Lombard, 1984 : Réédition de l'album Lombard comme numéro 6 de la série bleue en bichromie.
- Le Gladiateur mystère, Lombard, 1996 : Réédition de l'album Lombard comme numéro 5 de la nouvelle série bleue avec une nouvelle mise en couleur.